# Federalne Ministerstwo Pracy i Spraw Socjalnych
Federalne Ministerstwo Pracy i Spraw Socjalnych (niem. Bundesministerium für Arbeit und Soziales, w skrócie BMAS) jest jednym z resortów rządu federalnego Niemiec, odpowiedzialnym za politykę społeczną i rynek pracy. Do jego głównych zadań należy przeciwdziałanie bezrobociu, zapewnienie sprawnego funkcjonowania systemów zabezpieczenia społecznego, promowanie integracji społecznej oraz kształtowanie ram dla wzrostu zatrudnienia.

## Historia

### Siedziba główna[2]
Siedziba BMAS mieści się w budynku przy Wilhelmstraße 49 w Berlinie. Od XIX wieku mieściły się tu ważne urzędy Prus, a później Rzeszy Niemieckiej. W okresie międzywojennym znajdowała się tu prasa rządowa, a za czasów narodowego socjalizmu – Ministerstwo Propagandy. Po wojnie budynek przejęła administracja NRD, a od 1949 roku był siedzibą prezydenta NRD Wilhelma Piecka.
Po zjednoczeniu Niemiec budynek został przeznaczony na siedzibę Federalnego Ministerstwa Pracy i Spraw Socjalnych. Po remoncie według projektu architekta Josefa Paula Kleihuesa, Wilhelmstraße 49 – z przerwą w latach 2002–2005 – pełni funkcję siedziby BMAS.

### Komisja Historyków[3]
W 2013 roku BMAS rozpoczęło projekt badawczy dotyczący historii Reichsarbeitsministerium w czasach narodowego socjalizmu. Efektem była seria monografii i publikacja zbiorczego raportu w 2017 roku, przedstawiającego m.in. wykorzystanie polityki społecznej jako narzędzia dominacji w Europie.

## Zadania
Do podstawowych zadań BMAS należy zabezpieczenie pracy oraz walka z bezrobociem. Resort pełni istotną rolę w tworzeniu spójnych rozwiązań politycznych, które łączą kwestie społeczne i gospodarcze. Współpracuje z władzami krajów związkowych i samorządami, a także z parlamentarnym Komitetem ds. Pracy i Spraw Socjalnych.
Ministerstwo wspiera stabilny rozwój gospodarczy, uważając go za fundament działania państwa opiekuńczego. Integruje politykę gospodarczą, zatrudnienia i społeczną, promując dialog społeczny i udział społeczeństwa obywatelskiego. BMAS odgrywa też istotną rolę w realizacji celów strategii lizbońskiej, gdzie rozwój gospodarczy ma iść w parze z ochroną socjalną.
Priorytetem jest również reforma systemu emerytalnego – podniesienie wieku emerytalnego w odpowiedzi na wydłużenie życia oraz aktywizacja zawodowa osób starszych. Wspiera również prywatne formy zabezpieczenia emerytalnego.
Ministerstwo prowadzi politykę integracyjną na rzecz osób niepełnosprawnych i potrzebujących wsparcia, zmierzając do likwidacji barier, ograniczenia wykluczenia i zwiększenia ich szans na uczestnictwo społeczne. W obszarze rynku pracy BMAS rozwija narzędzia walki z bezrobociem, w tym programy dla osób młodych i słabiej wykwalifikowanych. Szczególną uwagę poświęca osobom do 25. roku życia oraz integracji seniorów pozostających bez pracy.

## Jednostki podległe
W skład bezpośredniego obszaru działania BMAS wchodzą:
- Federalny Sąd Pracy (Bundesarbeitsgericht) z siedzibą w Erfurcie – najwyższa instancja sądownictwa pracy w Niemczech, rozstrzygająca spory wynikające ze stosunku pracy. Składy orzekające (senaty) składają się z trzech sędziów zawodowych i dwóch ławników – przedstawicieli pracowników i pracodawców.
- Federalny Sąd Socjalny (Bundessozialgericht) z siedzibą w Kassel – najwyższy organ sądownictwa socjalnego. Orzeka w sprawach dotyczących ubezpieczenia zdrowotnego, pielęgnacyjnego, emerytalnego oraz ubezpieczenia społecznego artystów. Jego orzeczenia mają istotny wpływ na sytuację bytową wielu obywateli.
- Federalny Urząd ds. Zabezpieczenia Społecznego (Bundesamt für Soziale Sicherung) z siedzibą w Bonn – nadzoruje ogólnokrajowe instytucje ubezpieczeń społecznych. Ma kompetencje doradcze, zatwierdzające oraz kontrolne. Zarządza ryzykiem i finansami w systemie ubezpieczenia pielęgnacyjnego.
- Federalny Instytut ds. Bezpieczeństwa i Higieny Pracy (Bundesanstalt für Arbeitsschutz und Arbeitsmedizin, BAuA) – ma siedzibę w Dortmundzie. Zajmuje się badaniami i rozwojem w zakresie bezpiecznych technologii i ergonomicznych warunków pracy. Promuje zdrowie i zdolność do pracy poprzez nowoczesne podejście do ochrony zdrowia w miejscu pracy.

Pod nadzorem prawnym:
- Federalna Agencja Pracy (Bundesagentur für Arbeit) – największy dostawca usług na rynku pracy. Prowadzi sieć urzędów pracy, pośrednictwo pracy i doradztwo zawodowe, wspiera szkolenia, integrację zawodową osób niepełnosprawnych, wypłaca zasiłki (np. zasiłek dla bezrobotnych, zasiłek z tytułu niewypłacalności pracodawcy) oraz prowadzi badania i statystyki rynku pracy. Wypłaca również świadczenie Kindergeld jako kasa rodzinna.

Pozostałe podległe instytucje:
- Niemieckie Ubezpieczenie Emerytalne – oddział federalny (Deutsche Rentenversicherung Bund) – odpowiada za ogólnokrajowe kwestie organizacyjne, finansowe i prawne systemu emerytalnego.
- Niemieckie Ubezpieczenie Emerytalne Górnictwa, Kolei i Żeglugi (Deutsche Rentenversicherung Knappschaft-Bahn-See) – integruje ubezpieczenia emerytalne, zdrowotne i pielęgnacyjne dla specyficznych grup zawodowych. Prowadzi również Centrum Minijobów w Cottbus i od 2025 roku realizuje ustawowe zadania Kasy Ubezpieczenia Artystów.
- Kasa Ubezpieczenia Artystów (Künstlersozialkasse) – od 2025 roku prowadzona przez DRV KBS. Obsługuje system zabezpieczenia społecznego artystów.
- Ubezpieczenie Wypadkowe dla Administracji Federalnej i Kolei (Unfallversicherung Bund und Bahn) – obejmuje ochroną wypadkową około 5,4 mln osób w sektorze publicznym oraz kolei. Zajmuje się także osobami objętymi szczególną ochroną państwa.
- Zawodowe Kasy Ubezpieczeń Wypadkowych (Gewerbliche Berufsgenossenschaften) – dziewięć branżowych jednostek odpowiedzialnych za prewencję i świadczenia w razie wypadków przy pracy, wypadków w drodze oraz chorób zawodowych.
- Ubezpieczenie społeczne dla rolnictwa, leśnictwa i ogrodnictwa (Sozialversicherung für Landwirtschaft, Forsten und Gartenbau) – prowadzi ubezpieczenia wypadkowe oraz emerytalne dla sektora rolniczego.

## Lista ministrów[6]
| Nr. | Imię i nazwisko      | Okres urzędowania         | Okres urzędowania         | Partia | Partia                             | Uwagi |
| Nr. | Imię i nazwisko      | od                        | do                        | Partia | Partia                             | Uwagi |
| --- | -------------------- | ------------------------- | ------------------------- | ------ | ---------------------------------- | ----- |
| 1   | Anton Storch         | 20 września 1949(dts)     | 22 października 1957(dts) |        | Unia Chrześcijańsko-Demokratyczna  | [ a ] |
| 2   | Theodor Blank        | 22 października 1957(dts) | 20 października 1965(dts) |        | Unia Chrześcijańsko-Demokratyczna  | [ b ] |
| 3   | Hans Katzer          | 21 października 1965(dts) | 21 października 1969(dts) |        | Unia Chrześcijańsko-Demokratyczna  | [ b ] |
| 4   | Walter Arendt        | 21 października 1969(dts) | 15 grudnia 1976(dts)      |        | Socjaldemokratyczna Partia Niemiec | [ c ] |
| 5   | Herbert Ehrenberg    | 15 grudnia 1976(dts)      | 28 kwietnia 1982(dts)     |        | Socjaldemokratyczna Partia Niemiec | [ c ] |
| 6   | Heinz Westphal       | 28 kwietnia 1982(dts)     | 1 października 1982(dts)  |        | Socjaldemokratyczna Partia Niemiec | [ c ] |
| 7   | Norbert Blüm         | 1 października 1982(dts)  | 27 października 1998(dts) |        | Unia Chrześcijańsko-Demokratyczna  | [ b ] |
| 8   | Walter Riester       | 27 października 1998(dts) | 22 października 2002(dts) |        | Socjaldemokratyczna Partia Niemiec | [ c ] |
| 9   | Wolfgang Clement     | 22 października 2002(dts) | 22 listopada 2005(dts)    |        | Socjaldemokratyczna Partia Niemiec | [ d ] |
| 9   | Ulla Schmidt         | 22 października 2002(dts) | 22 listopada 2005(dts)    |        | Socjaldemokratyczna Partia Niemiec | [ e ] |
| 10  | Franz Müntefering    | 22 listopada 2005(dts)    | 21 listopada 2007(dts)    |        | Socjaldemokratyczna Partia Niemiec | [ c ] |
| 11  | Olaf Scholz          | 21 listopada 2007(dts)    | 27 października 2009(dts) |        | Socjaldemokratyczna Partia Niemiec | [ c ] |
| 12  | Franz-Josef Jung     | 28 października 2009(dts) | 30 listopada 2009(dts)    |        | Unia Chrześcijańsko-Demokratyczna  | [ c ] |
| 13  | Ursula von der Leyen | 30 listopada 2009(dts)    | 17 grudnia 2013(dts)      |        | Unia Chrześcijańsko-Demokratyczna  | [ c ] |
| 14  | Andrea Nahles        | 17 grudnia 2013(dts)      | 28 września 2017(dts)     |        | Socjaldemokratyczna Partia Niemiec | [ c ] |
| –   | Katarina Barley      | 28 września 2017(dts)     | 14 marca 2018(dts)        |        | Socjaldemokratyczna Partia Niemiec | [ c ] |
| 15  | Hubertus Heil        | 14 marca 2018(dts)        | 6 maja 2025(dts)          |        | Socjaldemokratyczna Partia Niemiec | [ c ] |
| 16  | Bärbel Bas           | 6 maja 2025(dts)          | teraz                     |        | Socjaldemokratyczna Partia Niemiec | [ c ] |